# Freycinetia baueriana
Freycinetia baueriana är en enhjärtbladig växtart som beskrevs av Stephan Ladislaus Endlicher. Freycinetia baueriana ingår i släktet Freycinetia och familjen Pandanaceae.
Artens utbredningsområde är Norfolkön. Inga underarter finns listade.